# Armoiries de la république de Touva
Les armoiries de Touva sont utilisées par le gouvernement de la république de Touva en tant que symbole d'État depuis le 17 septembre 1992.

## Description
Les armoiries de Touva portent la couleur jaune, symbolisant l'or et le bouddhisme et la couleur bleue, symbole de la morale des bergers nomades de la région. Le cavalier symbolise la souveraineté et l'esprit de Touva.

## Historique

Armoiries de la république populaire de Touva (1926-1930).
Armoiries de la république populaire de Touva (1930).
Armoiries de la république populaire de Touva (1930-1933).
Armoiries de la république populaire de Touva (1933-1939).
Armoiries de la république populaire de Touva (1939-1941).
Armoiries de la république populaire de Touva (1943-1944).
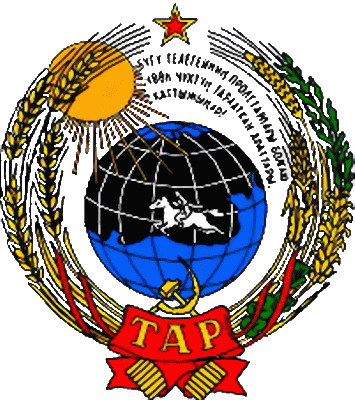
Armoiries de la république de Tannou-Touva (1941-1944).
Armoiries de la république socialiste soviétique autonome de Touva (1944-1992).